# Осуховский, Олег Иванович
Олег Иванович Осуховский (укр. Олег Іванович Осуховський; род. 18 июня 1978, село Великосёлки Каменка-Бугского района Львовской области Украинской ССР) — украинский общественно-политический и государственный деятель, народный депутат Украины VII и VIII созывов (2012—2019).

## Образование
В 1995 году окончил 11 классов Великосельской средней школы, а в 2007 году — экономический факультет Львовского национального университета им. И. Франко по специальности финансы и кредит.

## Спортивная карьера
- 2000—2002 гг. — игрок профессионального футбольного клуба «Газовик-Скала» (г. Стрый).
- 2004—2005 гг. — чемпион Англии по мини-футболу.

## Трудовая, политическая деятельности

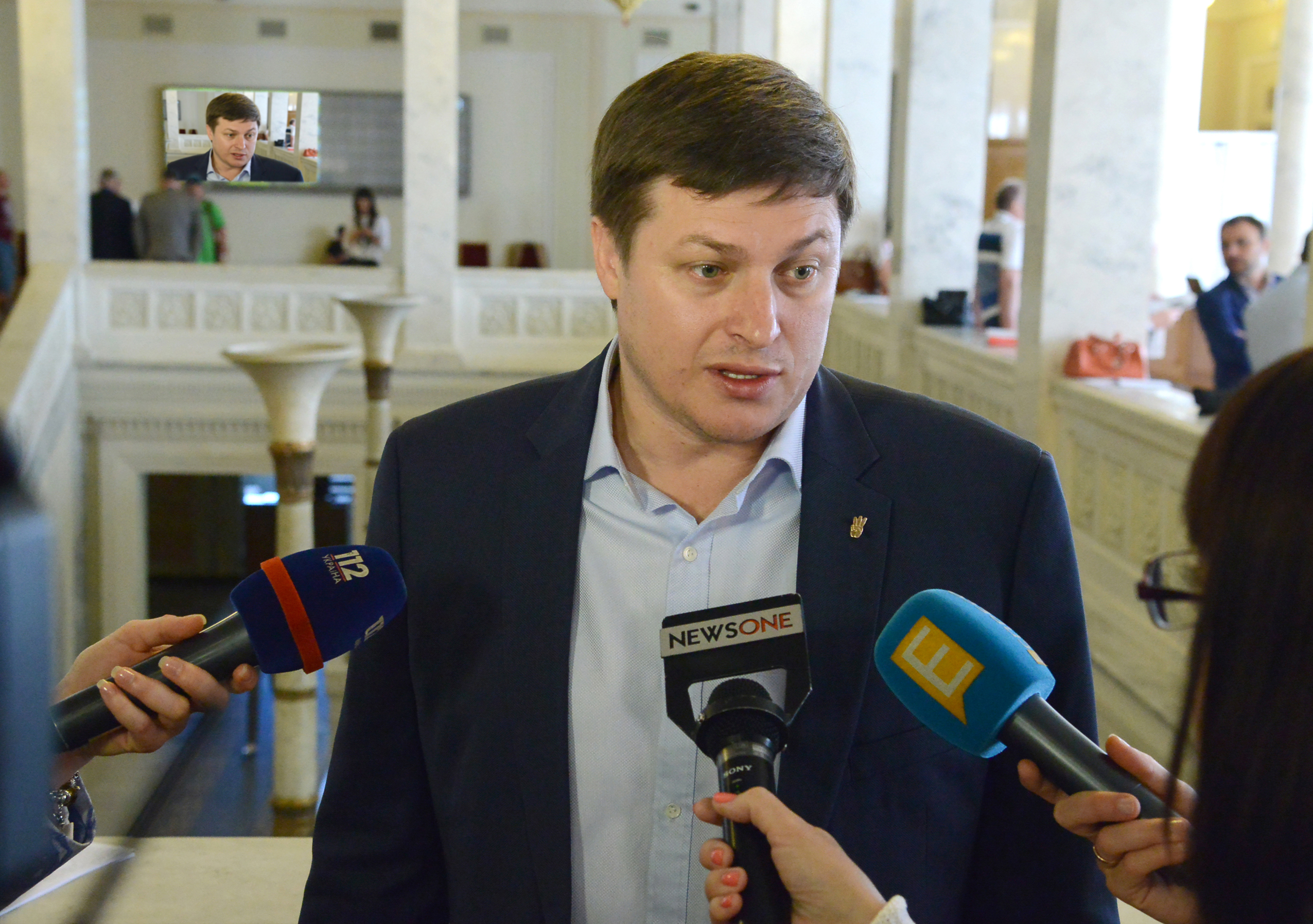
ВЕРХОВНАЯ РАДА УКРАИНЫ, 2016

- ВЕРХОВНАЯ РАДА УКРАИНЫ, 20162007—2008 гг. — ООО «Меркурий», руководитель транспортного отдела и маркетинга в городе Стрый, Львовской области.
- С 2008 г. — общественного объединения (ОО) «Люстрация».
- С 2010 г. — президент мини-футбольного клуба «Кардинал-Ровно».
- С 2009 г. — ОО «Украинская община Киева» и член общественного совета при Киевской областной государственной администрации.
- С 2010 гг. — председателя по общим вопросам общественного комитета по мониторингу при Госкомпредпринимательства Украины.
- С 2012 года заместитель директора ООО «Юридическая фирма „Бондарчук и партнёры“».
- С 1998 г. является членом Всеукраинского объединения «Свобода».
- В 1998—2003 гг. — помощник-консультант народного депутата Украины Олега Тягнибока на общественных началах.
- В 2007—2008 гг. — депутат Каменка-Бугского районного совета V созыва.
- С 2010 года — депутат Ровенского областного совета VI созыва, избранный по одномандатному избирательному округу № 40 (г. Ровно) от Всеукраинского объединения «Свобода».
- С 2011 года — председатель Ровенской областной организации ВО «Свобода».
- В 2012 году Олег Иванович Осуховский избран народным депутатом Верховной Рады Украины 7-го созыва по одномандатному избирательному округу № 152 (г. Ровно) от политической партии Всеукраинское объединение «Свобода», набрав 39,75% голосов среди 13 кандидатов. Председатель подкомитета по вопросам международного сотрудничества в сфере борьбы с организованной преступностью и терроризмом и противодействия легализации (отмыванию) доходов, полученных преступным путем Комитета по вопросам борьбы с организованной преступностью и коррупцией.
- На выборах депутатов в Верховную Раду в 2014 году стал народным депутатом Украины по избирательному округу № 152 (Ровенская область) от партии Всеукраинское объединение «Свобода». Председатель подкомитета по вопросам правового обеспечения и контроля за деятельностью специальных органов в сфере предупреждения и противодействия коррупции Комитета Верховной Рады Украины по вопросам предотвращения и противодействия коррупции.
- 25 декабря 2018 года включён в санкционный список России[1].

## Награды
- Наградное оружие — пистолет «Форт-17-05» (21 марта 2014)[2].